# Q*
Q* (pronuncia-se "Q-star") é um suposto projeto inédito da OpenAI dedicado à aplicação da inteligência artificial no raciocínio lógico e matemático. Em novembro de 2023, alguns funcionários da empresa teriam manifestado preocupações ao conselho, sugerindo que Q* poderia significar o surgimento iminente de inteligência artificial geral. O trabalho relatado envolve a realização de matemática no nível dos alunos do ensino fundamental.
A porta-voz da OpenAI, Lindsey Held Bolton, contestou essa perspectiva em uma declaração transmitida ao The Verge, afirmando: "Mira disse aos funcionários sobre o que eram as reportagens da mídia, mas ela não comentou sobre a precisão das informações." Além disso, uma fonte familiarizada com a situação informou ao The Verge que o conselho nunca recebeu uma carta sobre um desenvolvimento tão inovador, e o progresso da pesquisa da empresa não levou em consideração a rescisão abrupta do CEO Sam Altman.
A reação de outros no campo da IA também foi desdenhosa quando se tratava de alegações de inteligência artificial geral (IAG). François Chollet, pesquisador de IA do Google com trabalho sobre como alcançar maior generalidade em inteligência artificial, observou: "A cada mês a partir de agora, haverá rumores de que a IAG foi alcançada internamente. Apenas rumores, nunca qualquer documento real, lançamento de produto ou qualquer coisa do tipo. O primeiro pânico sobre IAG iminente foi por volta de 2013 sobre Atari Q-learning da DeepMind. O segundo foi por volta de 2016 sobre Deep RL (parcialmente acionado por AlphaGo)". Yann LeCun, Cientista Chefe de IA da Meta, descreveu os rumores como um "dilúvio de bobagens completas sobre Q*".